# Always in My Heart (Lied)
Always in My Heart wurde von Ernesto Lecuona (Musik) und Kim Gannon (Text) als Titelsong für den gleichnamigen Film (deutscher Titel Im Schatten des Herzens) aus dem Jahr 1942 geschrieben. Gesungen wird er im Film mehrfach von Gloria Warren, die die Rolle der Victoria Scott spielte. An ihrer Seite agierten in den Hauptrollen Kay Francis als Marjorie Scott, ihre Mutter, und Walter Huston, als MacKenzie Scott, ihr Vater. Innerhalb des Films singt Walter Huston den Song auch seiner Tochter vor, wobei er sich selbst am Klavier begleitet. Des Weiteren spielte Borrah Minevitch mit seiner Gruppe The Harmonica Rascals Always in My Heart auf der Mundharmonika, während man durch die Straßen zog und sich immer mehr Menschen dem Zug anschlossen.

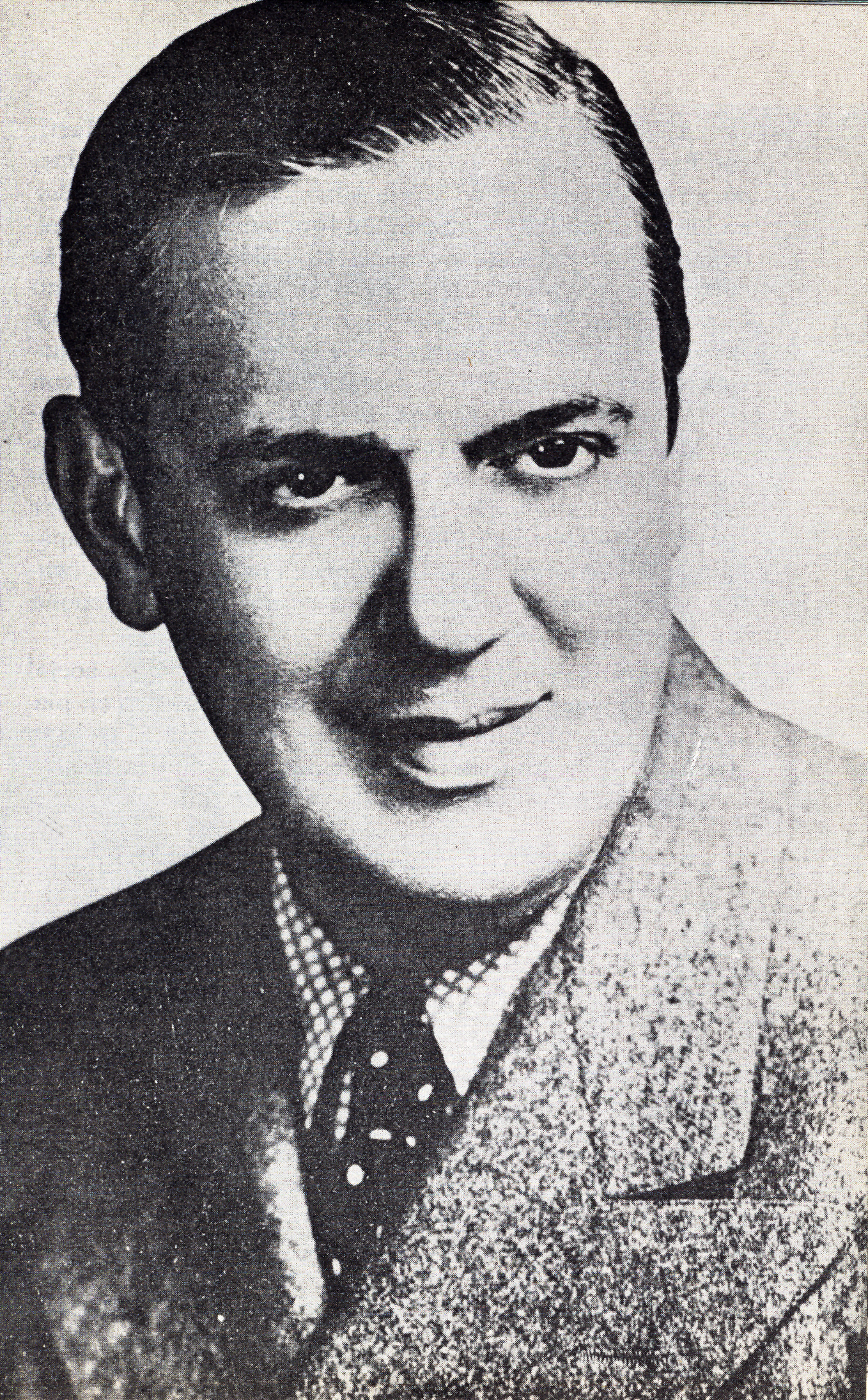
Ernesto Lecuona, der Komponist von Always in My Heart

Der Song erzählt von der Sehnsucht, wenn jemand, den man liebt, weit weg ist und davon, dass man ihn aber immer im Herzen bei sich trage („always in my heart“), bis man sich endlich wiedersehe. 
1943 war Always in My Heart in der Kategorie „Bester Song“ für einen Oscar nominiert. Die Auszeichnung ging jedoch an Irving Berlin für sein Lied White Christmas aus dem Tanzfilm Musik, Musik (Holiday Inn).  

## Coverversionen
Vera Lynn sang das Lied noch im Jahr seines Erscheinens. Jane Froman sang Always in My Heart in der Radio Show 1942 im Texaco Star Theatre, begleitet vom Orchester Al Goodmann. Dean Martin nahm den Song ebenfalls in sein Programm auf. Auch die Popsängerin Kitty Kallen coverte das Lied, ebenso wie Jimmy Dorsey und Dorothy Morrow. Al Stefano und sein Orchester spielten den Song auf ihrem Album Rhumba Favorites (14049), Label: Goldene Tone. Weitere Versionen wurden eingespielt von Bert Ambrose und seinem Orchester, Teddy Randazzo, Artie Hill, Jerry Murads Harmonicats sowie Glenn Miller und seinem Orchester. Bobby Vinton nahm den Song 1962 auf, Jerry Vale coverte ihn 1964 auf seinem Columbia Album Have You Looked Into Your Heart.  Béla Sanders Tanzplatte des Jahres 1965 enthielt den Song ebenfalls. In einer philippinischen Neuverfilmung von 1971 singen Guy & Pip den Titel. Edmundo Ros coverte Always in My Heart für sein Album Ros’s Latin World, Xavier Cugat für sein Album The Original Latin Dance King. Carmen Cavallaro spielte ihn am Piano, Kenny Baker auf seinem Album Wartime Heart-throbs und Norrie Paramor und sein Orchester spielten ihn für ihr Album Programmed to Love (2000) ein. Der Pianist Thomas Tirino, ein Förderer der Musik des kubanischen Komponisten Ernesto Lecuona, nahm das Lied ebenfalls in sein Programm auf.
Das Lied ist nicht zu verwechseln mit Tevin Campbells gleichnamigen Song. 
Always in My Heart war 1942 in der Version von Jimmy Dorsey eine Woche auf Platz 16 der US-Billboard Charts, in der Version von Glenn Miller auf Platz 10 für fünf Wochen.
Bei den 100 Top Songs des Jahres 1942 steht Always in My Heart in der Version mit Glenn Miller und seinem Orchester mit 133 Punkten (von möglichen 200) auf Platz 73.
Der Jazz-Diskograph Tom Lord listet 20 Coverversionen des Titels.
Der Song ist nicht zu verwechseln mit Always in My Heart (Forever On My Mind) von Roy Turk (Text) und J. Fred Coots (Musik), der 1932 veröffentlicht wurde und unter anderem von Isham Jones eingespielt wurde.